# Hermann von Staabs
Hermann Friedrich Staabs, von Staabs (11 de marzo de 1859 en Aachen - 7 de septiembre de 1940 en Kassel) fue un general de infantería alemán en la I Guerra Mundial, comandante general del XXXIX Cuerpo de Reserva.

## Biografía
Como teniente segundo, Staabs fue transferido del cuerpo de cadetes al 62.º Regimiento de Infantería (3.º Alto Silesio) del Ejército Imperial Alemán el 14 de abril de 1877. Entre el 1 de octubre de 1879 y el 31 de enero de 1884 sirvió ahí como adjunto del batallón y después fue transferido al 59.º Regimiento de Infantería (4.º Posen). A partir del 1 de octubre de 1885, Staabs asistió a la Academia Militar Prusiana durante tres años.
Pasó la mayor parte de su carrera militar en el Estado Mayor General. Aquí ascendió hasta la jefatura del departamento de ferrocarriles. Después de la Primera Guerra Mundial escribió un libró en el que contradecía la visión de Moltke de que no habría sido posible modificar rápidamente el foco del despliegue alemán en el frente oriental.
El 16 de junio de 1913, Staabs fue elevado a la nobleza prusiana hereditaria en ocasión del 25 aniversario del reinado del Káiser Guillermo II. Antes del estallido de la I Guerra Mundial, Staabs era el comandante de la 37.ª División. En agosto de 1914 su división se hallaba en Prusia Oriental con el 8.º Ejército en el frente oriental. Sus tropas lucharon como parte del XX Cuerpo de Ejército a las órdenes de Friedrich von Scholtz en la batalla de Tannenberg y en la batalla de los lagos Masurianos. Entre el 15 de junio de 1915 y el 6 de julio de 1916, Staabs fue el comandante de la 3.ª División. Sus tropas lucharon en el avance de la batalla de Przasnysz en julio de 1915 y después siguieron en el Narew inferior. En septiembre avanzaron hasta Wolkowysk y a partir del 20 de octubre estuvieron entre el lago Naroch y Dryswjatysee durante años de guerra de trincheras hasta el fin de la guerra. Por su desempeño recibió las espadas de la Orden del Águila Roja, II Clase y la corona real en agosto de 1915.
El 7 de julio de 1916, sucedió a Otto von Lauenstein como comandante del XXXIX. Cuerpo de Reserva. El cuerpo fue transferido al teatro de guerra rumano después de que Rumania declarara la guerra en agosto de 1916. Como parte del 9.º Ejército bajo el mando de Erich von Falkenhayn, sus tropas se distinguieron especialmente en la batalla de Kronstadt a principios de octubre. Junto con el I Cuerpo de Reserva, resistió contra los rumanos en la cresta de las montañas Fagaras hasta el fin de noviembre. Por participar en la ocupación de Ploesti y por la toma de Bucarest el 6 de diciembre de 1916 fue condecorado con la Pour le Mérite el 11 de diciembre de 1916.
El 3 de diciembre de 1917, Staabs fue nombrado General de Infantería. El cuerpo estuvo involucrado en la ofensiva alemana de primavera en 1918 como parte del 2.º Ejército. Entre el 17 de marzo y el 22 de mayo de 1918 Staabs comandó tanto este cuerpo como el XIII Cuerpo (Real de Wurtemberg). El 15 de mayo de 1918 también recibió las hojas de roble de la Pour le Mérite por los servicios de sus tropas.
Fue el padre de Gerdhild von Staabs (1900-1970), el fundador del Scenotest.